# Оскар Вільямс
Оскар Каплан (англ. Oscar Kaplan; 29 грудня 1900 — 10 жовтня 1964), відомий під псевдонімом Оскар Вільямс, був американським антологом і поетом .

## Біографія
Оскар Каплан (Вільямс) народився у Летичеві, Україна, у сім'ї єврейських батьків Музи Каплан і Чани Рапопорт. Він емігрував до Нью-Йорка у віці семи років.
Його перша книга «Золота темрява» була відзначена Йельською премією молодих поетів .
Серед його впливових антологій — Master Poems of the English Language, Immortal Poems of the English Language, The Pocket Book of Modern Verse і Little Treasury Poetry Series, які використовувалися в коледжах і середніх школах США в 1950-х і 1960-х роках. За його життя антології, які він редагував, розійшлися тиражем понад два мільйони примірників, майже нечувана кількість для книг поезій. Багато з його антологій перевидаються і сьогодні. Хоча Вільямс є другом і промоутером таких поетів, як Ділан Томас і Джордж Баркер, власна поезія Вільямса не дуже високо оцінюється критиками, хоча він опублікував кілька томів протягом свого життя, і не так успішно, як поезія його дружини Джин Дервуд (1909—1954).
Серед віршів Вільямса — «Помста», «Поема», «Поет», «Таємна вечеря» і «Я співаю стару пісню», «Обличчя міста» .
«Покупки м'яса взимку» — типова поема Вільямса з міською темою, вимушеною римою та спробами відтворити неоромантизм Нового Апокаліпсису .
Покупки м'яса взимку
Що це за непристойна, оголена й огидна форма?
Заморожений бичачий хвіст в м'ясний крамниці: Довгий і неживий на величезній брилці дерева: На якому сокира людоеда починає рубати рубати.
Сонце, як пахощі пахощів на димному склі,
Вулиця хвилює людей, зимовий вітер: Кидає ножі, ціни бовтаються з рота покупців: Поки похмурі овочі, на параді, доводять до свідомості: Велике село купається золотим сном,
Дерева, бджоли, тихий спокій всюди…
Я думаю про коров'ячий хвіст, як ціле літо: Він збивав форми арф у повітря.
Оскар Вільямс і його дружина поетеса-художниця Джин Дервуд спонсорували щорічну поетичну премію в розмірі 15 000 доларів, яка носить їхні імена. Вони жили в пентхаусі офісної будівлі на Уотер-стріт. У останні роки життя Оскара Вільямса будинок поблизу Уолл-стріт на Манхеттені був Меккою для молодих поетів. На запитання, як він обрав вірші для своїх антологій, він відповів: «Як вибрати одну дівчину для одруження? У поезії це божественна полігамія. Взагалі, коли вірш залишається зі мною довго, цей вірш доставляє задоволення».
Протягом усього життя Оскар Вільямс уникав свого єврейського походження. Він завжди був таємничим щодо свого походження і був похований у єпископальній церкві. У нього залишився син Стрефон Каплан-Вільямс, який виховувався в школах-інтернатах і майже не спілкувався з батьками. Його документи зберігаються в бібліотеці Ліллі Університету Індіани.

## Опубліковані роботи
- Williams, Oscar (1921). Golden Darkness. Yale University Press. (передрук Ams Press Inc,ISBN 0-404-53810-X)
- Гіберналія, Ліхтар, 1938.
- Людина, що йде до вас: книга віршів, Oxford University Press, 1940.
- Поети війни ,ISBN 0-89609-058-2, Рот, 1945 р.
- That's All That Matters, Creative Age Press, 1945.
- Маленька скарбниця сучасної поезії — англійська та американська, Чарльз Скрибнер, 1946. , Рутледж і Kegan Paul[en], Лондон, 1947.
- Маленька скарбниця великої поезії англійської та американської від Чосера до наших днів, Чарльз Скрибнер, 1947.
- Циганський блакитний: Перший проект, 1950.
- Маленька скарбниця сучасної поезії — англійська та американська, Чарльз Скрибнер, 1952.
- Золота скарбниця кращих пісень і ліричних віршів, Наставник, 1953.
- The Pocket Book of Modern Verse, Washington Square Press, 1954.
- Нова кишенькова антологія американських віршів, Pocket Library, 1955.
- Золота скарбниця найкращих пісень і ліричних віршів, Наставник, 1961.
- Книга «Наставник» великих американських поетів: «Від Едварда Тейлора та Волта Вітмена до Харта Крейна та У. Х. Одена», «Наставник», 1962 р.
- Книга наставників великих британських поетів: від Вільяма Блейка до Ділана Томаса, наставник, 1963 р.
- Оскар Вільямс: Вибрані вірші ,ISBN 0-8079-0136-9, Жовтневий будинок, 1964 р.
- Williams, Oscar (1969). Immortal Poems of the English Language. Washington Square Press. ISBN 978-0-671-49610-4. (перевидання 1983 р.)
- Великі метафізичні поети 17-го століття, Washington Square Press, 1969.
- Нова кишенькова антологія американських віршів від колоніальних часів до сьогодення, Washington Square Press, 1972.
- Маленька скарбниця американської поезії: головні поети від колоніальних часів до наших днів ,ISBN 0-684-10666-3, Macmillan, 1975.
- Срібна скарбниця віршів ,ISBN 0-451-60201-3, печатка, дата невідома.